# Safe Is Just a Shadow
Safe Is A Just a Shadow es el segundo álbum de estudio de la banda de metalcore, Ice Nine Kills. El álbum fue lanzado originalmente el 12 de julio de 2010, pero fue regrabado y lanzado en 2017, nombrado como Safe Is Just a Shadow (Re-Shadowed y Re-Recorded).

## Historia
El álbum se reeditó luego de volver a grabarse el 6 de enero de 2017. El vocalista Spencer Charnas describió las razones, declarando: "Con la evolución de nuestras habilidades como músicos, y el productor original, Steve Sopchak, habiéndose establecido en la cúspide de su carrera, sentimos que era el momento perfecto para volver a grabar el álbum y darle la atención adicional que siempre se mereció. También hemos relanzada el empaque con el impresionante trabajo artístico producido por Toby Fraser que se suponía que acompañaría el lanzamiento originalmente".

## Listado de canciones
Versión original:

| N.º | Título                                     | Duración |  |
| 1.  | «Proximity Mines in the Complex»           | 3:26     |  |
| 2.  | «Buildings Burn, People Die»               | 3:05     |  |
| 3.  | «Chris Brown's Latest Hit»                 | 3:34     |  |
| 4.  | «Newton's Third Law of Knives to the Back» | 3:18     |  |
| 5.  | «So This Is My Future»                     | 3:16     |  |
| 6.  | «Acceptance in the Waves»                  | 3:12     |  |
| 7.  | «Red Sky Warning»                          | 4:02     |  |
| 8.  | «The People Under the Stairs»              | 3:20     |  |
| 9.  | «The Greatest Story Ever Told»             | 4:22     |  |
| 10. | «Evidence on Fire»                         | 3:57     |  |

Versión 2017:
| N.º | Título                                     | Duración |  |
| 1.  | «Proximity Mines in the Complex»           | 3:27     |  |
| 2.  | «Buildings Burn, People Die»               | 3:03     |  |
| 3.  | «Chris Brown's Latest Hit»                 | 3:37     |  |
| 4.  | «Newton's Third Law of Knives to the Back» | 3:18     |  |
| 5.  | «So This Is My Future»                     | 3:17     |  |
| 6.  | «Acceptance in the Waves»                  | 3:12     |  |
| 7.  | «Red Sky Warning»                          | 4:05     |  |
| 8.  | «The People Under the Stairs»              | 3:23     |  |
| 9.  | «The Greatest Story Ever Told»             | 4:18     |  |
| 10. | «Evidence on Fire»                         | 4:10     |  |

## Personal
Versión original:
- Spencer Charnas - voz
- Dave Seiling - voz
- Justin "JD" DeBlieck - guitarra líder, voz, diseño de sonido, producción
- Shane Bisnett - bajo
- Justin Morrow - guitarra rítmica
- Connor Sullivan - batería

2017 regrabación:
- Spencer Charnas - voz
- Justin "JD" DeBlieck - guitarras, voz, diseño de sonido, producción
- Justin Morrow - bajo
- Connor Sullivan - batería

Adicional
- Steve Sopchak - producción
- Toby Fraser - diseño artístico

## Listas
Versión 2017
| Chart (2017)                            | Posición |
| --------------------------------------- | -------- |
| Estados Unidos (Top Heatseekers Albums) | 1        |
| Estados Unidos (Top Hard Rock Albums)   | 3        |
| Estados Unidos (Independent Albums)     | 6        |
| Estados Unidos (Top Rock Albums)        | 13       |